# Liste des phares de Suède

Comtés de Suède

Liste des phares de la Suède : Les phares se trouvent essentiellement sur la rive ouest du golfe de Finlande et sur les passages maritimes du Cattégat et du Skagerrak de la mer Baltique.
Les aides à la navigation en Suède sont gérées par l'Administration maritime suédoise (Sjöfartsverket). La Société suédoise des phares (Svenska Fyrsällskapet) travaille à la préservation des phares.
Certains phares sont classés monuments historiques (byggnadsminne) par la Direction nationale du patrimoine de Suède (avec *).

## Norrland

### Comté de Norrbotten
- Phare de Malören *
- Phare de Rödkallen
- Phare de Farstugrunden
- Phare de Jävre (Inactif)

### Comté de Västerbotten
- Phare de Pite-Rönnskär
- Phare de Gåsören
- Phare de Bjuröklubb
- Phare de Rataskär
- Phare de Bergudden *

### Comté de Västernorrland
- Phare de Skagsudde
- Phare d'Högbonden
- Phare de Lungö
- Phare de Brämön

### Comté de Gävleborg

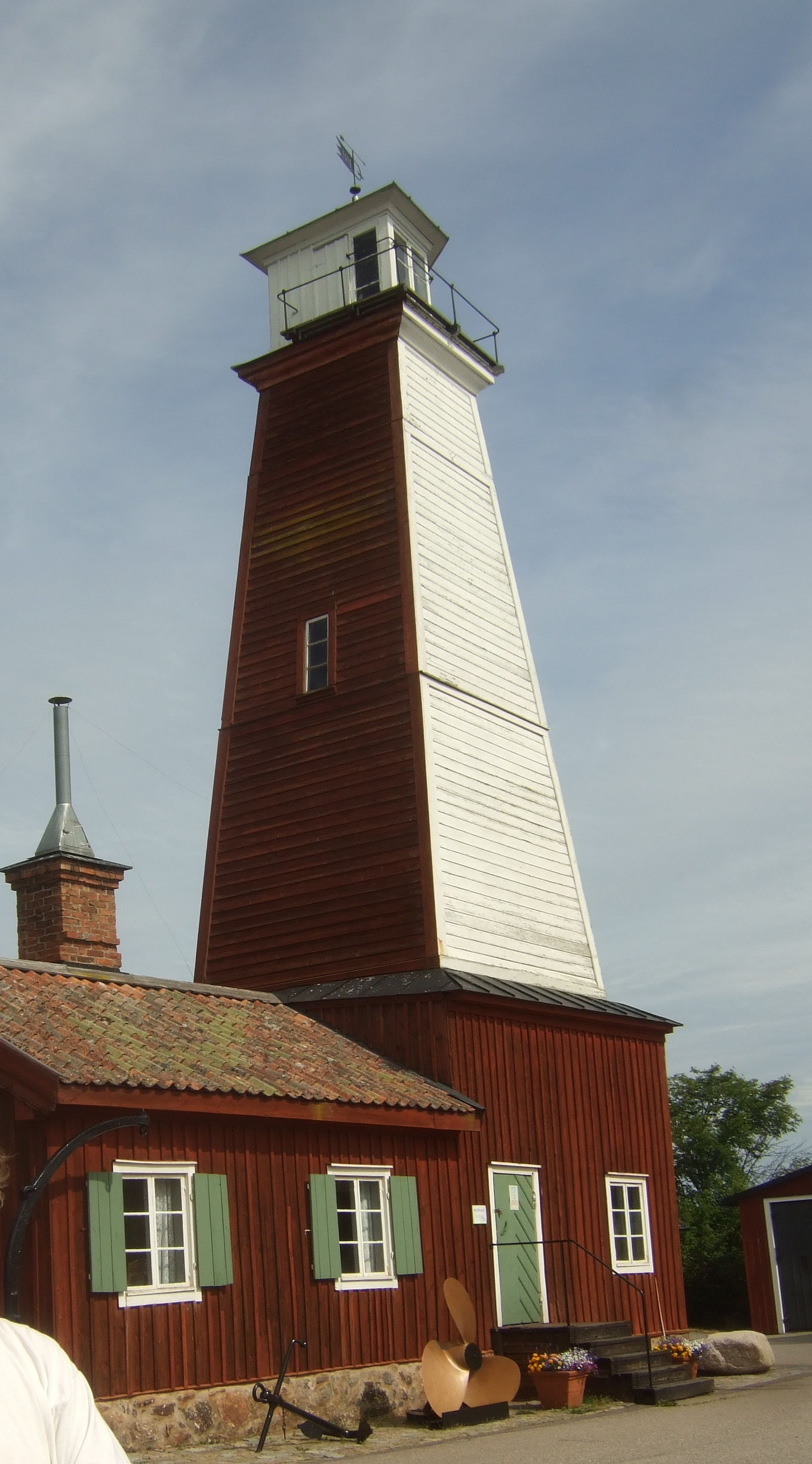
Phare de Bönan

- Phare d'Agö
- Phare de Storjungfrun *
- Phare de Bönan *
- Phare de Limö
- Phare d'Eggegrund

## Svealand

### Comté d'Uppsala
- Phare d'Örskär *
- Phare de Grundkallen
- Phare de Djursten *
- Phare d'Understen *

### Comté de Stockholm
- Phare de Svartklubben *
- Phare de Tjärven
- Phare de Svenska Högarna
- Phare de Söderarm (Inactif) *
- Phare de Blockhusudden
- Phare de Grönskär *
- Phare de Revengegrundet
- Phare d'Almagrundet
- Phare de Huvudskär
- Phare de Landsort *
- Phare de Landsorts Bredgrund

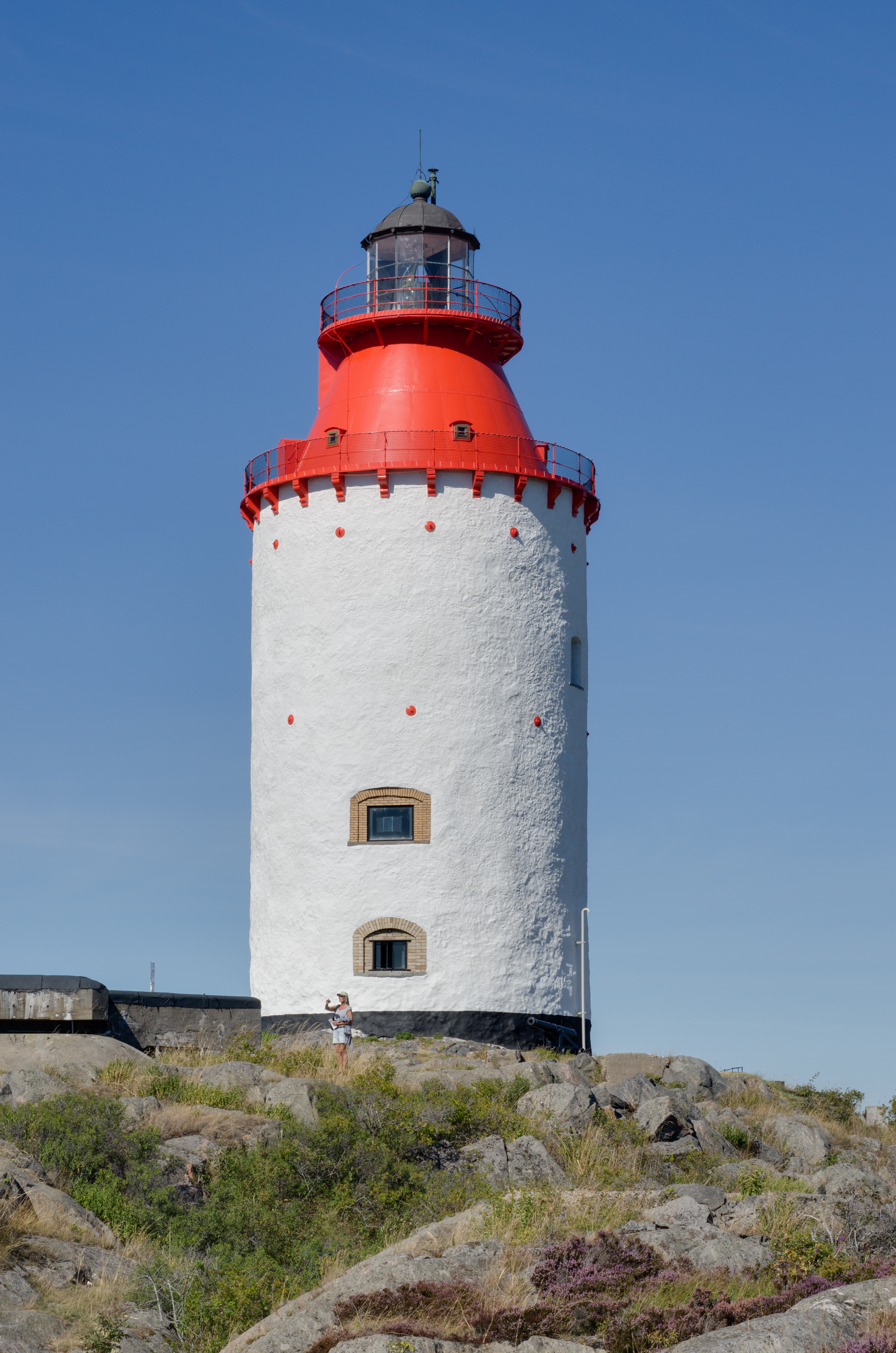
Phare de Landsort

- Bateau-phare Finngrundet (Inactif)

### Comté de Södermanland

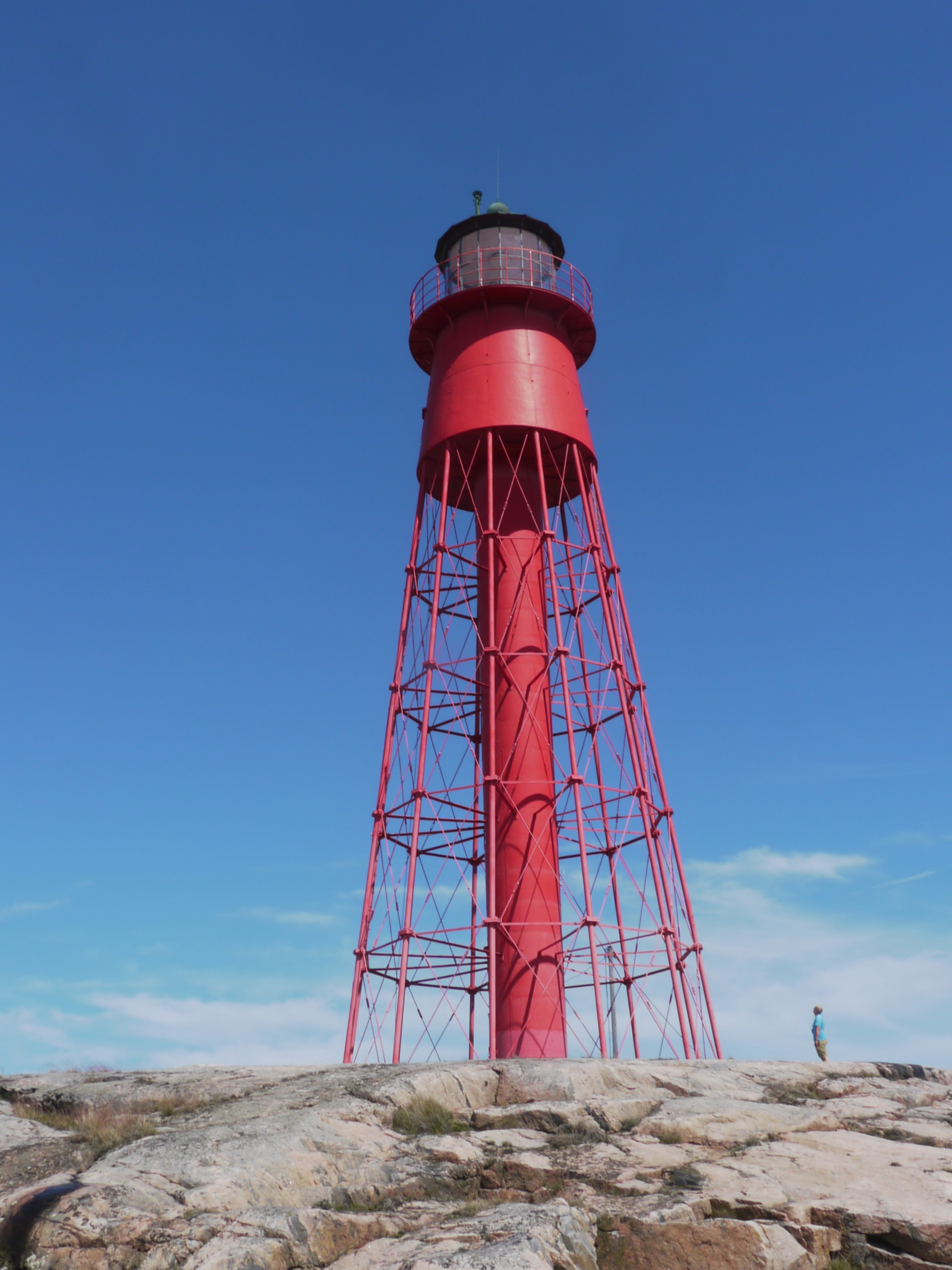
Häradskär

- Phare de Bokö *
- Phare Gustaf Dalén (Suède)

## Götaland

### Comté d'Östergötland
- Phare de Viskär *
- Phare de Kuggviksskär
- Phare d'Häradskär
- Phare de Norra Fällbådan

### Comté de Kalmar

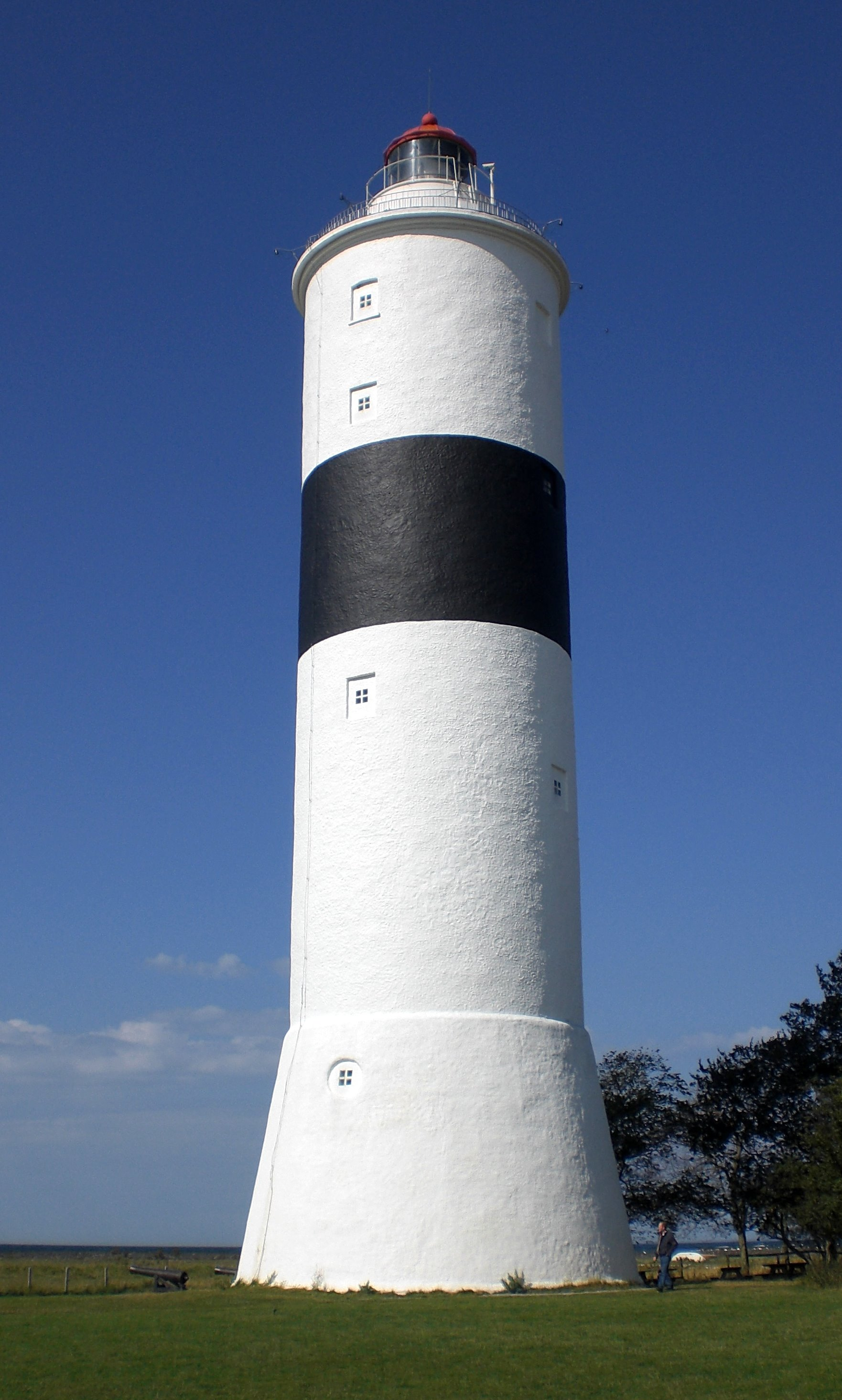
Långe Jan

- Phare de Storkläppen
- Phare de Dämman (Inactif)
- Phare de Garpen
- île d'Öland :
  - Phare de Långe Erik *
  - Phare d'Högby *
  - Phare de Kapelludden *
  - Phare de Segerstad
  - Phare de Långe Jan *

### Comté de Gotland
- Phare de Gotska Sandön *
- Phare de Fårö *
- Phare de Stenkyrkehuk

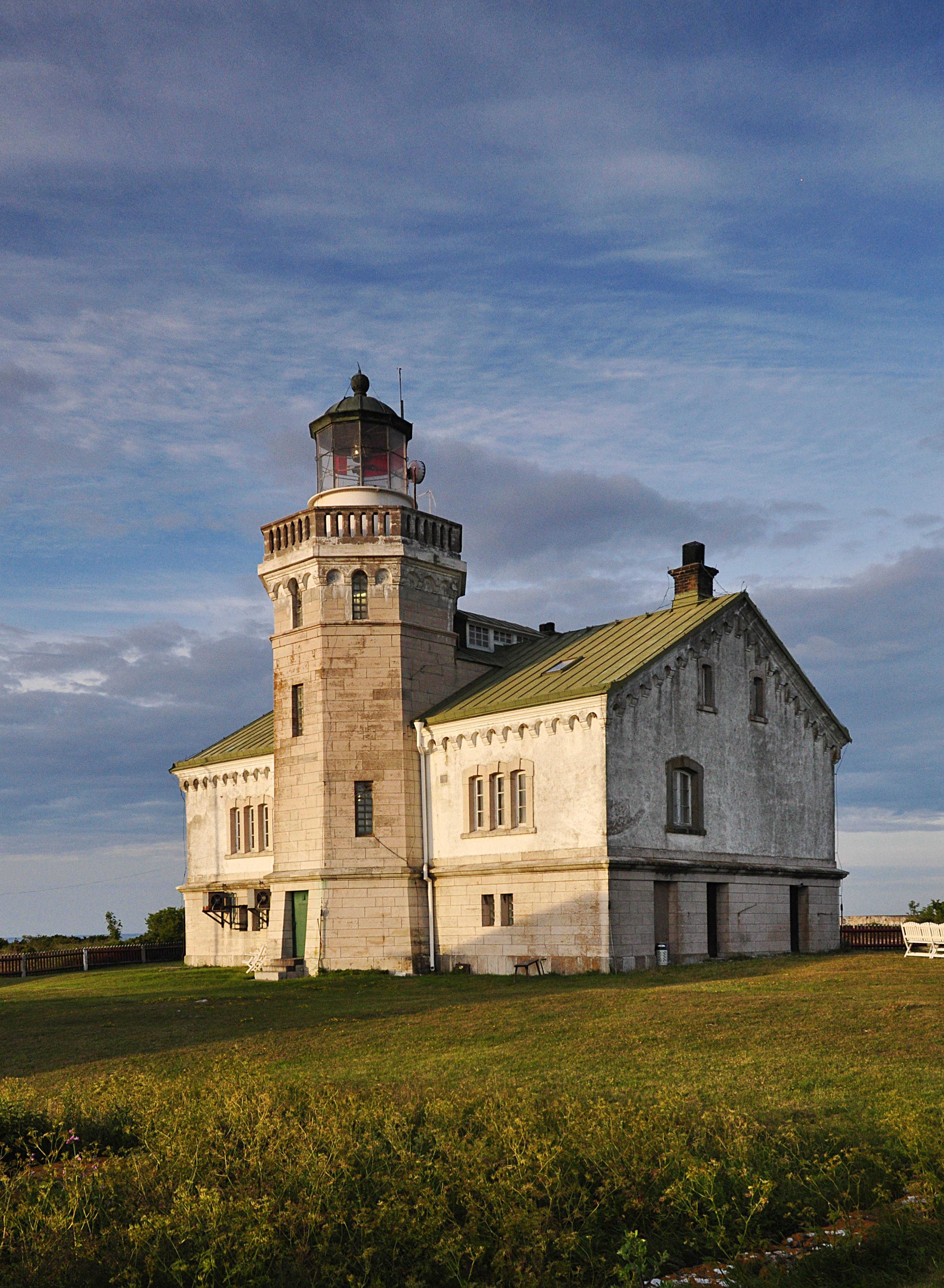
Stora Karlsö

- Phare d'Östergarnsholm (Inactif) *
- Phare d'Östergarn
- Phare de När *
- Phare de Stora Karlsö *
- Phare de Faludden (Inactif) *
- Phare d'Hoburg *

### Comté de Blekinge

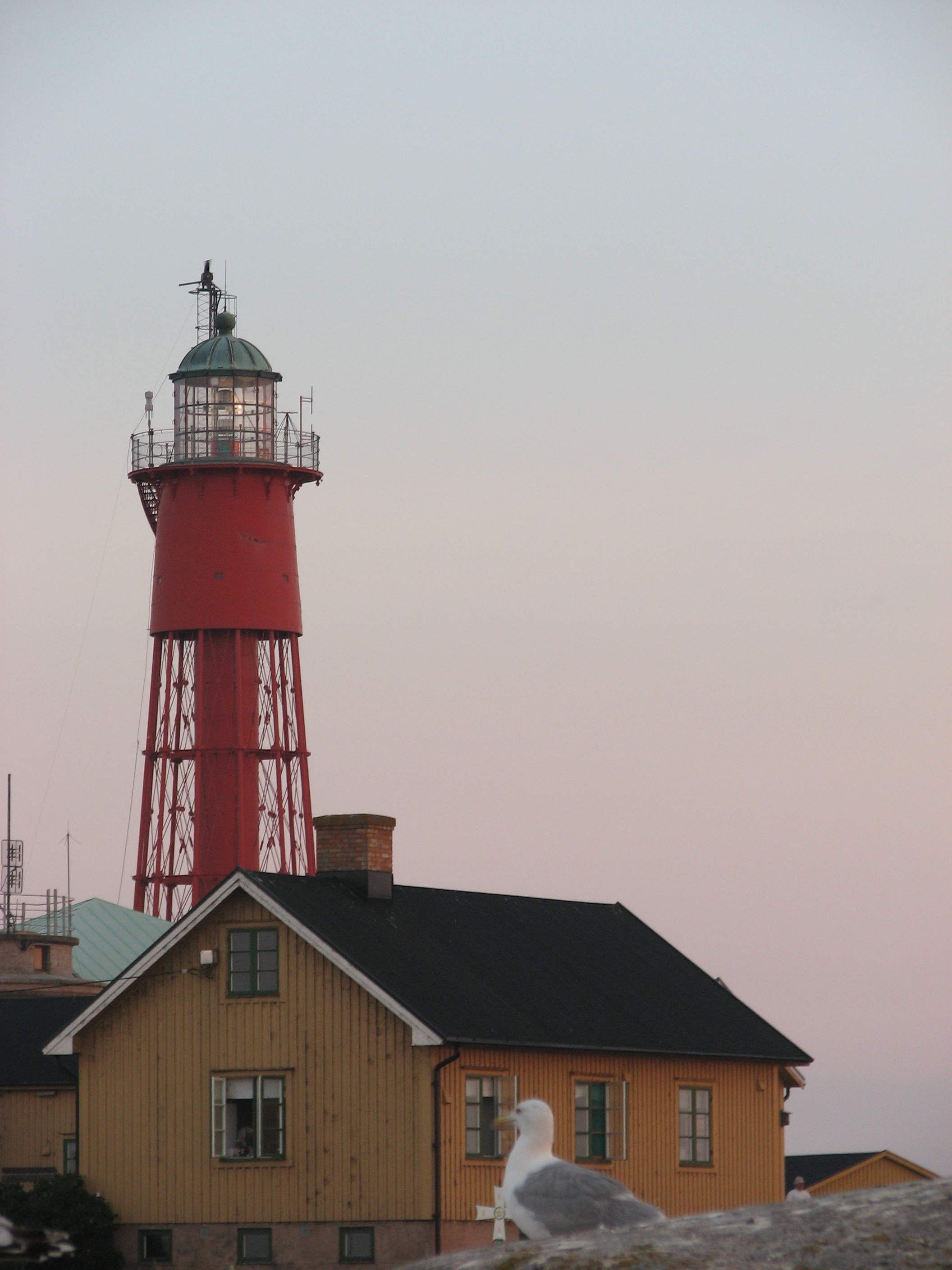
Phare d'Utklippan

- Phare d'Utklippan *
- Phare de Laboratorieholm
- Phare de Stumholmen
- Phare d'Hanö

### Comté de Scanie
- Phare de Sandhammaren *
- Phare d'Ystad (ancien) (Inactif) *
- Phare de Smygehuk *
- Phare de Trelleborg [3] (Inactif) *
- Phare de Falsterbo *
- Phare de Malmö (ancien) (Inactif) *

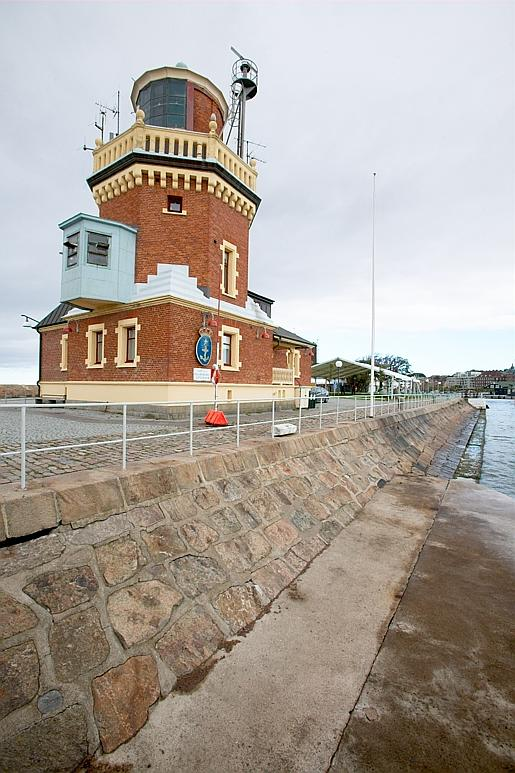
Helsingborg

- Phare d'Helsingborg

- Phare de Svinbådan
- Phare de Kullen
- Phare de Hallands Väderö *

### Comté de Halland
- Phare de Tylön *
- Phare de Morups Tånge *
- Phares de Nidingen (1834) *
- Phare de Nidingen (1946)

### Comté de Västra Götaland
- Phare de Tistlarna
- Phare de Trubaduren
- Phare de Vinga
- Phare d'Hätteberget
- Phare de Pater Noster *
- Phare de Väderöbod
- Phare de Måseskärs
- Phare d'Hållö *
- Phare d'Ursholmen